# Самаэль Аун Веор
Самаэль Аун Веор (исп. Samael Aun Weor, урожд. Виктор Мануэль Гомес Родригес, исп. Víctor Manuel Gómez Rodríguez; 6 марта 1917, Богота, Колумбия — 24 декабря 1977, Мехико, Мексика) — эзотерик, теософ, оккультист.
Сформировал новое религиозное движение под названием «универсальный гностицизм», учил практическим и эзотерическим принципам, которые должны пробудить и коренным образом изменить психологическое состояние.

## Первые годы
Самаэль Аун Веор родился в Боготе, Колумбии (в районе Египет), 6 марта 1917 г., под именем Виктор Мануэль Гомес Родригес.
Его отца звали Гомес Кихано, а мать — Франциска Родригес.
Был отправлен родителями на обучение в колледж Сан-Бартоломе, которым управляли иезуитские священники. С детства у него проявлялись сильные душевные порывы. В ранней юности он начинает изучать различные эзотерические учения той эпохи. Ещё ребёнком, он покидает колледж в поисках эзотерических знаний.
Так он столкнулся с Теософией и начал изучать «Тайную Доктрину», произведение Е. П. Блаватской. Он увлёкся теософскими учениями, а также практиками Раджа-йоги, Бхакти-йоги, Джнана-йоги, Карма-йоги. В 17 лет он начинает читать лекции в Теософском Обществе.
В 1936 году он вступает в школу основанную доктором Арнольдо Крумм Хеллером. Также он читает книги Франца Гартмана, Элифаса Леви, Рудольфа Штейнера , Макса Генделя. По его собственным словам, в то время он выучил целую библиотеку.
В 1946 году он знакомится со своей будущей женой — Доньей Арнольдой Гарро. Они поженились в местной церкви, свадьба их была очень скромной. В том же 1946 году пара отправляется жить в тропический город Гирардот, Кундинамарка.
В 1948 году он получает от своего отца, Самаэля[что?], приказ сформировать новую культуру, гностическое движение. С того времени у него появляется небольшая группа учеников, некоторые из которых были очень простыми людьми.

## Первая книга
В январе 1950 года учитель завершает свою первую книгу «Совершенное Супружество или Введение в Посвящение», 2000 экземпляров которой были выпущены в мае того же года и распространились в Колумбии и других странах Центральной Америки. Эта книга была написана в условиях бедности и с великим усилием. Первая редакция этой книги была осуществлена его учениками.
Книга, ещё с ошибками и некоторыми неточностями, которые сам Учитель Самаэль в дальнейшем исправил, произвела настоящую революцию в области спиритуализма в Колумбии и Центральной Америке, и быстро распространилась по другим испаноговорящим странам. С первым успехом появилась и волна общественной критики, ведь сексуальная тема считалась там строго запретной.
Учитель продолжает давать лекции, а также занимается целительством, используя лечебные растения. Последнее стало причиной формирования враждебного окружения, в котором, среди прочих, находились и весьма влиятельные люди, стремящиеся заключить его в тюрьму. В то время учитель говорил:

«Чего бы мне это ни стоило, я вручаю вам Великий Аркан, а если меня посадят — то это будет ради святого дела».

В ту диктаторскую эпоху следственным органам наконец удалось посадить учителя в тюрьму в городе Сиенега, 14 марта 1952 года. В обвинении было указано:

«Этот человек, помимо того, что совершает преступление в виде лечения больных, также является автором книги „Совершенное Супружество“, которая является покушением на публичную мораль и добрые гражданские устои».
Самаэль Аун Веор — Три горы

Это нисколько не остановило «Гностическое Движение», даже наоборот, оно стало ещё популярнее. В тюрьме Самаэль пишет книгу «Зодиакальный Курс» (отредактированный в 1951 году) и «Секретные заметки Гуру» (отредактированный в 1952 году).
В то время учитель говорил:

«Здесь я чувствую себя сильным и весёлым, ничто меня не остановит, и я превратил свою тюрьму в монастырь».

В марте 1952 года, учитель отправляется в Сьерра-Неваду де Санта Марта по приглашению некоторых из учеников. В мае того же года его пригласили остаться. Учитель переезжает в Сьерру, чтобы жить в этом месте, среди простых земледельцев, о которых он очень тепло отзывался. Они предоставили ему жильё, которое в дальнейшем получило название «Дом Пилигрима», и устроили зал конференций.
Экспериментируя с «растительными элементалями» и их магическими и лечебными свойствами, он в 1952 году готовит первое издание «Трактата по Оккультной Медицине и Практичной Магии», скорректированное и дополненное в 1977 году.
Учитель продолжает писать книги. В 1953 году издаёт книгу «Огненная Роза» и готовит первую редакцию книги «Семь Слов». В 1954 году в Каларке (Кальдас, Колумбия) вышел «Трактат по сексуальной алхимии».
27 октября 1954 года в жизни учителя происходит трансцендентальное событие. Он достигает пятой ступени Посвящения в Высшие Мистерии. К тому времени разросшееся гностическое движение в Колумбии и других странах Латинской Америки насчитывало множество гностических центров. Инструктора всех центров собрались на этом мероприятии — когда учитель воплотил, как говорил он Логоса Самаэля, своё внутреннее существо. После этого события все свои произведения он подписывает именем Самаэль Аун Веор.
Все эти внутренние достижения произвели серию реакций и преследований со стороны неприятелей учителя. Те, кто был не согласен с разглашением «Доктрины Синтеза» (и, в частности, с раскрытием сексуальных мистерий), стали беспрестанно преследовать его, опираясь на диктаторскую и коррупционную власть того времени.
Учитель получает приказ от своего внутреннего существа покинуть Сьерру и эмигрировать во избежание нападения. Этот факт породил новый этап развития Гностического Движения, которое в дальнейшем охватило все страны Латинской Америки.

## Побег на север
Наконец, в 1955 году учитель покидает Сьерру во избежание посягательства на его жизнь, и с помощью своих учеников направляется в г. Барранкилья, а в декабре — в г. Картахена (де Индиас). Оттуда на корабле он направляется на остров Сан Андрес, а затем в Панаму. С этого момента начинается его паломничество почти по всей центральной Америке вместе со своей женой и детьми. В августе 1956 года он прибывает в Коста Рику, где находится один месяц и оттуда направляется в Эль Сальвадор. Одновременно он пишет книгу «Мистерии Огня», которая была опубликована в Колумбии.
В 1956 году он прибывает в Мексику и обживается в одной из бедных колоний «Ла Караколь» на окраине г. Мехико, где, в борьбе со всевозможными трудностями, начинает формировать первые гностические группы в Федеральном Округе. Эта работа продолжается в период с 1956 по 1958 годы. В какой-то момент учитель почувствовал отчаяние, когда число участников начало сокращаться, и он выразил желание отправиться в Бразилию. Однако, он остался в столице Мексики, где смог с уверенностью продолжить развитие и распространение гностической культуры.
В 1958 году он начинает использовать для конференций помещения Масонских Лож, находящихся в столице Мексики и работает с группами начинающих. В то же время в Колумбии активно распространяется гностическое учение и стремительно растёт количество участников в гностических центрах. Учитель продолжает поддерживать связь с инструкторами разных стран Латинской Америки, наставляя их и поручая им новые задания.
Также в 1958 году сформировалась Г.А.О.А. «Гностическая Акция Освобождения АмерИндии», состоящая из следующих организаций:
Гностического Движения под управлением Почтенного Учителя Самаэля, «Акции Освобождения Южной Америки» под управлением Гд. Франциско А. Пропато и «Ашрама Арьяварта», под управлением Свами Шивананда.
Профессор Пропато получил первые книги от учителя Самаэля и установил с ним «плодотворную и непосредственную связь». В свою очередь Свами Шивананда в сентябре 1958 года писал учителю из Индии:

Я полон великой радости, видя великую работу во благо людей, которую Вы выполняете посредством Ашрама Арьяварта. Это учреждение может славно процветать и принести миру мир. Для меня будет огромным счастьем помочь Вам в Вашей Божественной Миссии.

К сожалению, почти одновременная гибель упомянутых лидеров в 1963 году не позволила укрепить корни этой организации (Г.А.О.А.). «Гностическое Движение» пребывало в трауре по умершим учителям. В Мексике учитель пишет и публикует в 1958 году «Эзотерический трактат о теургии» и «Гора Хуратены», подписанной в Мексике в г. Толука, но первое издание которой вышло в Колумбии.
В феврале 1961 года в Колумбии формально регистрируется организация «Христианское Универсальное Гностическое Движение» во главе с учителем Самаэлем Аун Веор. Также в 1961 году редактируется книга «Социальный Христос».
В Мексике, несмотря на все затруднения, Гностическое Движение продолжает постепенно, но уверенно развиваться. Об этих временах учитель говорил так:

В начале зал конференций был полон людей. Все пребывали в восторге, изучая Путь совершенного супружества, законы Вселенной. Но через некоторое время люди теряли интерес к работе над собой. Из одной многочисленной группы через несколько лет можно было пересчитать на пальцах одной руки тех, кто оставался верен работе над собой.

В августе 1961 года выпускается новая редакция «Совершенного Супружества», что дает новый импульс развития. Эту книгу заказывают со всех уголков Америки.

## Эра Водолея
Учитель Самаэль Аун Веор заявляет, что 4-го февраля 1962 года наступила Эра Водолея — событие, о котором он предупредил ещё за 12 лет до его начала. Также он предупреждает о катастрофе.
В 1963 году празднуется Первый Гностический Латиноамериканский Съезд в Картахена (де Индиас), Колумбии, который длится с 6 по 27 декабря того года. Учитель пишет для этого съезда книгу «Техника растворения я».
С 1970 года учитель прикладывает наибольшие усилия для продвижения Гностического Движения, совершая множество поездок по разным штатам Мексики, в том числе Чиуауа, Ногалес, Кулиакан, Сонора, Морелос, Веракрус и ряду других.
Учителю много раз делали предложения заработать на своих произведениях и зарегистрировать авторские права на них, но он отказывался:

По сей день и навсегда, мои дорогие братья, я отказывался, отказываюсь и буду отказываться от авторских прав. Единственное моё желание — это чтобы эти книги были проданы как можно дешевле, чтобы это учение было доступно бедным, всем кто страдает и плачет! Пусть самому несчастному гражданину будет доступна эта книга! С его считанными песо! Это всё!
Самаэль Аун Веор — съезд в г. Гвадалахара, Мексика, 29 декабря 1976 года

В 1970-е годы учитель формирует гностические центры во многих городах, подготавливает множество инструкторов, гностическое учение стремительно размножается по всей стране. Это действие распространяется и вскоре достигает Соединённых Штатов Америки, а затем Канаду. Одновременно учитель продолжает диктовать лекции для более продвинутых групп.
Несмотря на большую популярность, учитель не позволяет устанавливать никакого культа поклонения своей личности, в отношении чего он говорил следующее:

Единственный, кто заслуживает признания, это наш Господь — Христос.

В 1971 году учитель редактирует «Тайну Золотого Цветения» — книгу, которая становится одной из самых ценных в отношении уничтожения эго и сексуальной трансмутации.
С 27 декабря 1972 года по 2 января 1973 года празднуется Гностический Экуменический Христианский Съезд в Сан Сальвадоре, Эль Сальвадор. В этом же году учитель издаёт книгу «Три Горы».
В 1975 году редактируются книги «Трактат по Революционной Психологии» и «Великое Восстание». Эти произведения являются введением в гностические учения. Также в 1975 году учитель начинает работать над книгой «Разоблачённая Пистис София» (Библия Гностиков), оригинал которой был найден в Египте. "В течение этого периода, учитель практиковал медитацию по шесть часов в день пытаясь осознать тайный смысл слов и учения Иисуса Христа. Результаты своей работы он излагает в этой книге. «Разоблачённая Пистис София» — это последнее произведение, которое оставляет учитель Самаэль.
В феврале 1977 года учитель близок к моменту своего развоплощения, как он называл смерть, несмотря на то, что не страдал никакой болезнью. Тогда он заявляет своим ученикам:

Я не боюсь смерти. Смерть всегда была моей лучшей подругой в течение всего времени.

С этого момента его здоровье резко ухудшилось, и странная болезнь, которую так и не удалось точно диагностировать, стала препятствовать работе учителя. Несмотря на эту болезнь, учитель продолжает свою работу: организовывает съезды (в 1977 году в городах Гвадалахара и Мехико); диктует для политических лидеров и корреспондентов свои комментарии («Более точные комментарии о произведении Кецалькоатль») о книге, написанной президентом Мексики Хосе Лопес Портильо и Пачеко, а также выступает по радио и телевидению в разных штатах Мексики.
К тому времени в гностических учениях насчитывалось более пяти миллионов членов в разных странах Западного полушария.
24 декабря учитель Самаэль умирает, оставляя за собой бесчисленные признаки глубокой самореализации.